# Luuk
Luuk est une localité de la province de Sulu, aux Philippines. En 2015, elle compte 32 162 habitants.